# فلاديمير سميرنوف
فلاديمير ميخائيلوفيتش سميرنوف (بالروسية: Влади́мир Миха́йлович Смирно́в)‏ مواليد: 7 مارس 1964 هو بطل تزلج ريفي سابق من كازاخستان، شارك من عام 1982 حتى عام 1991 تحت مظلة الاتحاد السوفيتي ثم باسم كازاخستان لاحقاً. وهو أول بطل أولمبي من كازاخستان بعد استقلالها. وهو أيضاً نائب رئيس الاتحاد الدولي للبياتلون. سميرنوف هو عضو سابق في اللجنة الأولمبية الدولية.
ولد سميرنوف في شوتشينسك، كازاخستان السوفيتية. أثناء الحقبة السوفياتية، تدرّب في الجمعية الرياضية التابعة للقوات المسلّحة في ألماتي.

## حياته الشخصية
يعيش سميرنوف في مدينة سندسفال في السويد، حيث أسس بالمشاركة مصنعاً للجعة، ويملكه مع آخرين. متزوج من فالنتينا سميرنوفا ولهما ابنتان هما آنا وكارولينا. يتكلم سميرنوف ثلاث لغات هي الروسية والألمانية والسويدية.

## المشاركات الأولمبية
شارك سميرنوف بشكل منتظم وبفعالية في سباقات التزحلق على الجليد خاصة عن فئة المسافات الطويلة. وشارك في الألعاب الأولمبية الشتوية من 1988 حتى 1998. كان أفضل فوز حققه الميدالية الذهبية عن سباق 50 كم في الألعاب الأولمبية الشتوية عام 1994، وهي الميدالية الأولمبية الذهبية الأولى لكازاخستان.
عام 1998، شارك سميرنوف في دورة الألعاب الأولمبية الشتوية في ناغانو، وكان سميرنوف حامل العلم باسم المنتخب الأولمبي لدولة كازاخستان وفاز بإحدى الميداليات البرونزية في مسابقة المطاردة 25 كم.
ترأس سميرنوف لجنة ملف استضافة الألعاب الأولمبية الشتوية عام 2014 في ألماتي، كازاخستان، وقد فشلت المحاولة في البقاء ضمن قائمة الدولة المحتملة التي أعلنتها اللجنة الأولمبية. عام 2011، شارك سميرنوف في حفل افتتاح الألعاب الآسيوية الشتوية 2011 في أستانا.

## ملخص الميداليات

### الميداليات الأولمبية
1988 –  كالغاري  الثاني، 30 كم C
1988 –  كالغاري  الثالث، 15 كم C
1988 –  كالغاري  الثاني، 4x10 كم تتابع
1994 –  ليلهامر  الثاني، 10 كم C
1994 –  ليلهامر  الثاني، 25 كم M مطاردة
1994 –  ليلهامر  الأول، 50 كم C
1998 –  ناغانو، ناغانو  المركز الثالث، 25 كم M مطاردة

### بطولات العالم للتزلج
1987 –  أوبرستدورف  المركز الثاني، 4x10 كم تتابع
1989 –  لاهتي  المركز الأول، 30 كم C
1991 –  وادي فييم  المركز الثاني، 30 كم C
1991 –  وادي فييم  المركز الثالث، 15 كم F
1993 –  فالون  المركز الثالث، 30 كم C
1993 –  فالون  المركز الثاني، 10 كم C
1993 –  فالون  المركز الأول، 25 كم M مطاردة
1995 –  ثاندر باي، أونتاريو  المركز الأول، 30 كم C
1995 –  ثاندر باي، أونتاريو  المركز الأول، 10 كم C
1995 –  ثاندر باي، أونتاريو  المركز الأول، 25 كم M مطاردة
1995 –  ثاندر باي، أونتاريو  المركز الثالث، 50 كم F

### الألعاب الأسيوية الشتوية
1999 –  غانغ وون  المركز الأول، 15 كم C
1999 –  غانغ وون  المركز الأول، 4×10 كم تتابع
1999 –  غانغ وون  المركز الثالث، 30 كم F
كأس العالم
1985/86 –  المركز الثالث
1990/91 –  المركز الأول
1991/92 –  المركز الثالث
1992/93 –  المركز الثاني
1993/94 –  المركز الأول
1994/95 –  المركز الثاني
1995/96 –  المركز الثاني
1997/98 –  المركز الثالث

## وصلات خارجية
- فلاديمير سميرنوف على موقع IMDb (الإنجليزية)
- فلاديمير سميرنوف على موقع الاتحاد الدولي للتزلج (التزلج الريفي) (الإنجليزية)
- فلاديمير سميرنوف على موقع اللجنة الأولمبية الدولية (الإنجليزية)
- فلاديمير سميرنوف على موقع أوليمبيديا (الإنجليزية)